# Коль, Георг-Фридрих
Гео́рг-Фри́дрих Коль (нем. Friedrich Georg Kohl, 1855—1910) — немецкий ботаник.
В 1881 году получил степень доктора ботаники за диссертацию «Vergleichende Untersuchung über den Bau des Holzes der Oleaceen» (нем.) (Лейпциг).
В 1884 году работа, проведённая в Страсбурге: «Beitrag zur Kenntniss des Windens der Pflanzen» (нем.) («Pringsheim’s Jahrb.», XV), дала ему звание доцента в Марбурге, а с 1891 года Коль там же занимает место профессора.

## Научные работы
- «Die Transpiration der Pflanzen und ihre Einwirkung auf die Ausbildung pflanzlicher Gewebe» (Брауншвейг, 1886) (нем.)
- «Anatomisch-physiologische Untersuchung der Kalksalze und Kieselsäure in der Pflanze» (Марбург, 1889) (нем.)
- «Die Mechanik der Reizkrümmungen» (Марбург, 1894) (нем.)
- «Die paratonischen Wachsthumskrümmungen der Gelenkpflanzen» («Bot. Zeitg.», 1900) (нем.)